# Cenopis
Cenopis är ett släkte av fjärilar. Cenopis ingår i familjen vecklare.
Kladogram enligt Catalogue of Life:
| Cenopis | \| \| Cenopis acerivorana \| \| \| \| \| \| Cenopis pettitana \| \| \| \| |
|         | \| \| Cenopis acerivorana \| \| \| \| \| \| Cenopis pettitana \| \| \| \| |
|         | Cenopis acerivorana                                                       |
|         |                                                                           |
|         | Cenopis pettitana                                                         |
|         |                                                                           |